# Parallelle levens

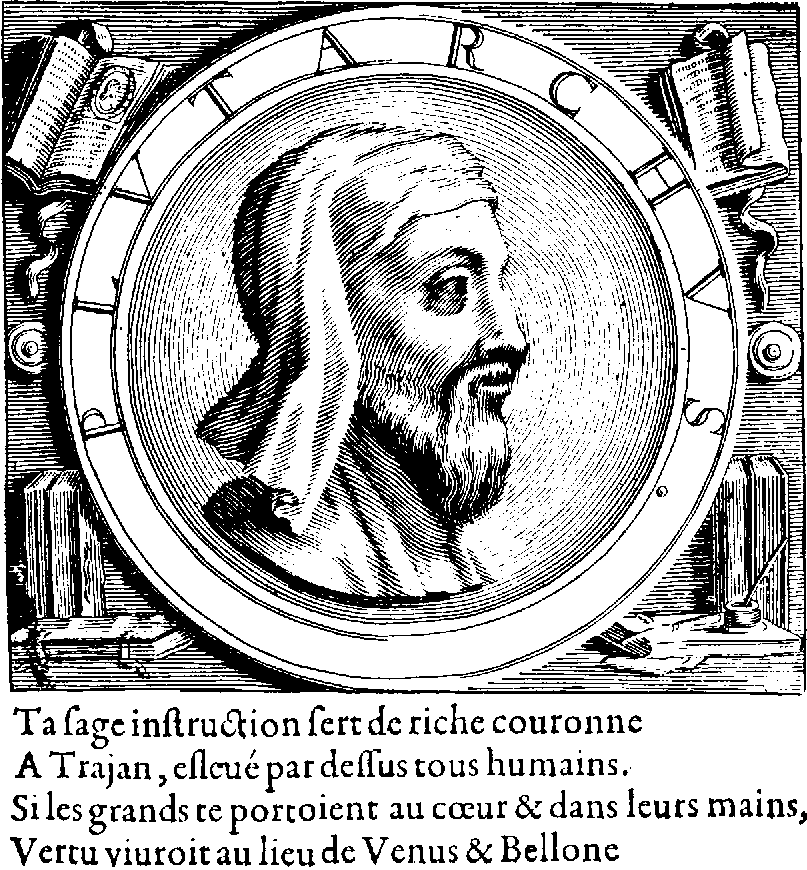
Fantasieportret van Plutarchus uit de vertaling van diens Parallelle Levens uit 1565.

Parallelle levens (Grieks: Βίοι παράλληλοι; Latijn: Vitae parallelae), of 'Levensverhalen van de nobele Grieken en Romeinen', vaak simpelweg vertaald als 'Biografieën' is een serie biografieën van beroemdheden uit de Griekse en Romeinse geschiedenis geschreven door de Griekse filosoof Plutarchus, op het einde van de 1ste eeuw.

## Thema
Het boek bestaat uit 23 paren biografieën, telkens bestaande uit het levensverhaal van een Griekse en Romeinse beroemdheid, en uit 4 ongepaarde biografieën.  De biografieën werden in paren geschreven van personen wier leven enigszins gelijkend zijn, om gemeenschappelijke morele waarden of falingen te belichten, bv. Julius Caesar en Alexander de Grote, Perikles en Quintus Fabius Maximus Cunctator, Cicero en Demosthenes, etc.  Plutarchus heeft speciale aandacht voor anekdoten en pittige details uit het privé-leven van zijn personages, die de lezer vaak met een korreltje zout dient te nemen.

## Motivatie
Hoewel Parallelle Levens een belangrijk historisch werk is, was het hoofddoel van Plutarchus ethisch.
Door beroemde Romeinen met beroemde Grieken te vergelijken, hoopte Plutarchus voorbeelden van goed gedrag te geven. Op die manier wilde hij wederzijds respect tussen Grieken en Romeinen aanmoedigen.  
Ook wilde hij aantonen dat het verre verleden van Griekenland de vergelijking kon doorstaan met het meer recente en daarom schijnbaar meer impressionante verleden van de Romeinen.

## Inhoud
Plutarchus gaf eerst details over de geboorte, jeugd, de grootste verwezenlijkingen en dood van zijn hoofdpersonages, waarna een vergelijking volgde.  Dit werd aangevuld met verschillende ethische overpeinzingen en anekdotes.
Dit is een lijst met de personen die besproken worden in Parallelle Levens: 
| Grieks                   | Romeins                             |
| ------------------------ | ----------------------------------- |
| Theseus                  | Romulus                             |
| Lycurgus                 | Numa Pompilius                      |
| Solon van Athene         | Poplicola                           |
| Themistocles             | Camillus                            |
| Perikles                 | Fabius Maximus                      |
| Alcibiades               | Coriolanus                          |
| Timoleon                 | Aemilius Paulus                     |
| Pelopidas                | Marcellus                           |
| Aristides                | Cato de Oude                        |
| Philopoemen              | Flamininus                          |
| Pyrrhus                  | Gaius Marius                        |
| Lysander                 | Sulla                               |
| Cimon                    | Lucullus                            |
| Nicias                   | Crassus                             |
| Eumenes                  | Quintus Sertorius                   |
| Agesilaüs II             | Pompeius                            |
| Alexander de Grote       | Julius Caesar                       |
| Phokion                  | Cato de Jongere                     |
| Agis IV en Cleomenes III | Tiberius Gracchus en Gaius Gracchus |
| Demosthenes              | Cicero                              |
| Demetrios I              | Marcus Antonius                     |
| Dionysios van Syracuse   | Brutus                              |
| Aratos en Artaxerxes II  | Galba en Otho                       |

## Nederlandse vertalingen
Gerard Janssens heeft de Parallelle levens integraal uit het Grieks overgezet naar het Nederlands. Zijn negendelige vertaling verscheen in 2006-2014 bij Chaironeia:
- Deel I: Demosthenes, Cicero, Alexander de Grote, Caesar
- Deel II: Nikias, Crassus, Agesilaos, Pompeius
- Deel III: Dion, Brutus, Demetrios, Marcus Antonius
- Deel IV: Marius, Sulla, Pyrros, Lysander, Aratos
- Deel V: Perikles, Fabius Maximus, Alkibiades, Coriolanus, Artaxerxes
- Deel VI: Cato Maior, Cato Minor, Aristeides, Fokion, Galba, Otho
- Deel VII: Lycurgus, Numa, Eumenes, Sertorius, Agis, Kleomenes, Tiberius en Gaius Gracchus
- Deel VIII: Theseus, Romulus, Solon, Publicola, Kimon en Lucullus
- Deel IX: Themistokles, Camillus, Timoleon, Aemilius Paulus, Pelopidas, Marcellus, Filopoimen en Flamininus

Een gedeeltelijke vertaling (21 biografieën) verscheen in 2007-08 door toedoen van Hedwigis Wilhelmina Antonia Van Rooijen-Dijkman. Onder de titels Beroemde Romeinen en Beroemde Grieken bevatten ze de levens van Lykourgos, Solon, Themistokles, Perikles, Alkibiades, Agisilaos, Alexander, Pyrrhos, Filopoimen, Camillus, Fabius Maximus, Cato de Oudere, Titus Flamininus, Marius, Sulla, Cicero, Pompeius, Caesar, Cato de Jongere, Brutus en Marcus Antonius. 
Eerder bezorgden Herman Bosscha, Everwinus Wassenbergh en Reinier Vinkeles een volledige vertaling in dertien delen, onder de titel De levens van doorluchtige Grieken en Romeinen, onderling vergeleeken (1789-1809):
- Deel I: Lycurgus, Numa, Romulus, Theseus
- Deel II: Camillus, Publicola, Solon, Themistokles
- Deel III: Alkibiades, Coriolanus, Fabius Maximus, Perikles
- Deel IV: Aemilius Paulus, Marcellus, Pelopidas, Timoleon
- Deel V: Aristeides, Cato Maior, Flamininus, Filopoimen
- Deel VI: Pyrrhus, Lysander, Marius, Sulla
- Deel VII: Kimon, Crassus, Lucullus, Nikias
- Deel VIII: Agesilaos, Eumenes, Pompeius, Sertorius
- Deel IX: Alexander de Grote, Caesar
- Deel X: Agis, Cato Minor, Kleomenes, Tiberius en Gaius Gracchus, Fokion
- Deel XI: Marcus Antonius, Cicero, Demetrios, Demosthenes
- Deel XII: Aratos, Artaxerxes, Brutus, Dion
- Deel XIII: Galba, Otho

Er is ook een vertaling naar het Nederlands uit 1603 door M. Iaques Amyot, abt de Abbaye Notre-Dame de Bellozanne.